# David di Donatello a la millor pel·lícula estrangera
El premi David di Donatello a la millor actriu estrangera (en italià: David di Donatello per la migliore attrice straniera) és un premi de cinema que va atorgar l'Acadèmia del Cinema Italià (ACI, Accademia del Cinema Italiano) per reconèixer la millor pel·lícula no italiana. El premi es va donar per primera vegada el 1957 i es va deixar de donar el 1996.
Les candidates i les guanyadores eren seleccionades per votació secundària per tots els membres de l’Acadèmia. No es va atorgar el 1960-1961 ni el 1965-1971. A partir de l'edició del 2019, el premi també inclou pel·lícules que anteriorment haurien pertangut a la categoria de Millor pel·lícula de la Unió Europea.

## Guanyadores
Les guanyadores del premi han estat:

### Anys 1959-1969
- 1959: Gigí, de Vincente Minnelli
- 1960: No atorgat
- 1961: No atorgat
- 1962: Els judicis de Nuremberg (Judgment at Nuremberg), de Stanley Kramer
- 1963: The Longest Day de Darryl F. Zanuck
- 1964: Lawrence d'Aràbia, de David Lean
- 1965: No atorgat
- 1966: No atorgat
- 1967: No atorgat
- 1968: No atorgat
- 1969: No atorgat

### Anys 1970
- 1970: No atorgat
- 1971: No atorgat
- 1972: French Connection, de William Friedkin
- 1973: El Padrí (The Godfather), de Francis Ford Coppola
- 1974: Jesucrist superstar, de Norman Jewison
- 1975: El colós en flames (The Towering Inferno), d’ Irwin Allen
- 1976: Nashville, de Robert Altman
- 1977: Marathon Man, de John Schlesinger
- 1978: Encontres a la tercera fase (Close Encounters of the Third Kind), de Steven Spielberg
- 1979: Natvris khe de Tengiz Abuladze

### Anys 1980
- 1980
  - Kramer contra Kramer (Kramer vs. Kramer), de Robert Benton
- 1981
  - No atorgat
- 1982
  - Mephisto, de István Szabó
  - Les germanes alemanyes (Die bleierne Zeit), de Margarethe von Trotta
  - Reds, de Warren Beatty
- 1983
  - Gandhi, de Richard Attenborough
  - Yol, de Yılmaz Güney
  - Victor Victoria, de Blake Edwards
  - Missing, de Costa-Gavras
- 1984
  - Fanny i Alexander (Fanny och Alexander), de Ingmar Bergman
  - La força de la tendresa (Terms of Endearment), de James L. Brooks
  - Zelig, de Woody Allen
- 1985
  - Amadeus, de Miloš Forman
  - Els crits del silenci (The Killing Fields), de Roland Joffé
  - Paris, Texas, de Wim Wenders
- 1986
  - Out of Africa, de Sydney Pollack
  - Another Time, Another Place, de Michael Radford
  - Ran, d'Akira Kurosawa
- 1987
  - Una habitació amb vista (A Room with a View), de James Ivory
  - La historia oficial, de Luis Puenzo
  - La missió (The Mission), de Roland Joffé
- 1988
  - Au revoir les enfants, de Louis Malle
  - Els dublinesos (The Dead), de John Huston
  - Full Metal Jacket, de Stanley Kubrick
- 1989
  - Rain Man, de Barry Levinson
  - Crema Mississippi (Mississippi Burning), d'Alan Parker
  - Mujeres al borde de un ataque de nervios, de Pedro Almodóvar

### Anys 1990
- 1990
  - El club dels poetes morts (Dead Poets Society), de Peter Weir
  - Delictes i faltes (Crimes and Misdemeanors), de Woody Allen
  - Milou en mai, de Louis Malle
  - Reunion, de Jerry Schatzberg
  - La vida i res més (La vie et rien d'autre), de Bertrand Tavernier
- 1991
  - Cyrano de Bergerac, de Jean-Paul Rappeneau ex aequo Hamlet, l'honor de la venjança, de Franco Zeffirelli
  - Ballant amb llops (Dances with Wolves), de Kevin Costner
  - Nikita, de Luc Besson
  - Un dels nostres (Goodfellas), de Martin Scorsese
- 1992
  - Dà Hóng Dēnglóng Gāogāo Guà, de Zhang Yimou
  - Thelma i Louise, de Ridley Scott
  - Ombres i boira (Shadows and Fog), de Woody Allen
- 1993
  - Un cor a l'hivern (Un coeur en hiver), de Claude Sautet
  - Retorn a Howards End (Howards End), de James Ivory
  - Joc de llàgrimes (The Crying Game), de Neil Jordan
- 1994
  - En el nom del pare (In the Name of the Father), de Jim Sheridan
  - El que queda del dia (The Remains of the Day), de James Ivory
  - La llista de Schindler, de Steven Spielberg
- 1995
  - Pulp Fiction, de Quentin Tarantino
  - Forrest Gump, de Robert Zemeckis
  - Cremat pel sol (Utomlyonnye solntsem), de Nikita Mikhalkov
- 1996
  - Nelly et monsieur Arnaud de Claude Sautet
  - Poderosa Afrodita (Mighty Aphrodite), de Woody Allen
  - Smoke, de Wayne Wang
- 1997
  - Ridicule, de Patrice Leconte
- 1998
  - The Full Monty, de Peter Cattaneo
  - Amistad, de Steven Spielberg
  - Vor, de Pavel Txukhrai
- 1999
  - El tren de la vida (Train de vie), de Radu Mihăileanu
  - Shakespeare in Love, de John Madden
  - Central do Brasil, de Walter Salles

### Anys 2000
- 2000
  - Todo sobre mi madre de Pedro Almodóvar
  - American Beauty, de Sam Mendes
  - East is East, de Damien O'Donnell
- 2001
  - Le Goût des autres, d'Agnès Jaoui
  - Billy Elliot, de Stephen Daldry
  - Chocolat, de Lasse Hallström
  - Desitjant estimar (Huayang nianhua), de Wong Kar-wai
- 2002
  - The Man Who Wasn't There, de Joel i Ethan Coen
  - Amélie (Le fabuleux destin d'Amèlie Poulain), de Jean-Pierre Jeunet
  - Ničija zemlja, de Danis Tanović
- 2003
  - El pianista (The Pianist), de Roman Polański
  - Chicago, de Rob Marshall
  - Hable con ella, de Pedro Almodóvar
  - Les hores, de Stephen Daldry
  - L'homme du train, de Patrice Leconte
- 2004
  - Les Invasions barbares, de Denys Arcand
  - Big Fish, de Tim Burton
  - Lost in Translation, de Sofia Coppola
  - Master and Commander: The Far Side of the World, de Peter Weir
  - Mystic River, de Clint Eastwood
- 2005
  - Million Dollar Baby, de Clint Eastwood
  - 2046, de Wong Kar-wai
  - Binjip, de Kim Ki-duk
  - Hotel Rwanda, de Terry George
  - Ray, de Taylor Hackford
- 2006
  - Crash, de Paul Haggis
  - Una història de violència, de David Cronenberg
  - Bona nit i bona sort, de George Clooney
  - Brokeback Mountain, de Ang Lee
  - Tsotsi, de Gavin Hood
- 2007
  - Babel, d'Alejandro González Iñárritu
  - Cartes des d'Iwo Jima (Letters from Iwo Jima), de Clint Eastwood
  - Petita Miss Sunshine, de Jonathan Dayton i Valerie Faris
  - La recerca de la felicitat (The Pursuit of Happyness), de Gabriele Muccino
  - Infiltrats (The Departed), de Martin Scorsese
- 2008
  - No Country for Old Men, de Joel ed Ethan Coen
  - Across the Universe, de Julie Taymor
  - Enmig de la Natura (Into the Wild), de Sean Penn
  - A la vall d'Elah (In the Valley of Elah), de Paul Haggis
  - Pous d'ambició (There Will Be Blood), de Paul Thomas Anderson
- 2009
  - Gran Torino, de Clint Eastwood
  - Milk, de Gus Van Sant
  - The Visitor, de Tom McCarthy
  - The Wrestler, de Darren Aronofsky
  - WALL·E, d'Andrew Stanton

### Anys 2010
- 2010
  - Maleïts malparits (Inglourious Basterds), de Quentin Tarantino
  - Un home seriós, de Joel i Ethan Coen
  - Avatar, de James Cameron
  - Invictus, de Clint Eastwood
  - Up in the Air, de Jason Reitman
- 2011
  - Més enllà de la vida, de Clint Eastwood
  - El cigne negre (Black Swan), de Darren Aronofsky
  - Origen, de Christopher Nolan
  - Incendies, de Denis Villeneuve
  - La xarxa social, de David Fincher
- 2012
  - Nader i Simin, una separació (Jodái-e Náder az Simin), de Asghar Farhadi
  - Drive, de Nicolas Winding Refn
  - Hugo, de Martin Scorsese
  - Els idus de març (The Ides of March), de George Clooney
  - L'arbre de la vida, de Terrence Malick
- 2013
  - Django desencadenat, de Quentin Tarantino
  - Argo, de Ben Affleck
  - La part positiva de les coses (Silver Linings Playbook), de David O. Russell
  - Lincoln, de Steven Spielberg
  - La vida de Pi (Life of Pi), d'Ang Lee
- 2014
  - The Grand Budapest Hotel, de Wes Anderson
  - 12 anys d'esclavitud, de Steve McQueen
  - American Hustle, de David O. Russell
  - Blue Jasmine, de Woody Allen
  - The Wolf of Wall Street, de Martin Scorsese
- 2015
  - Birdman, d'Alejandro González Iñárritu
  - American Sniper, de Clint Eastwood
  - Boyhood, de Richard Linklater
  - La sal de la terra (The Salt of the Earth), de Wim Wenders
  - Mommy, de Xavier Dolan
- 2016
  - Bridge of Spies, de Steven Spielberg
  - Carol, de Todd Haynes
  - Spotlight, de Tom McCarthy
  - Del revés, de Pete Docter
  - Remember, de Atom Egoyan
- 2017
  - Nocturnal Animals, de Tom Ford
  - Captain Fantastic, de Matt Ross
  - Lion, de Garth Davis
  - Paterson, de Jim Jarmusch
  - Sully, de Clint Eastwood
- 2018
  - Dunkerque, de Christopher Nolan
  - La La Land, de Damien Chazelle
  - Manchester by the Sea, de Kenneth Lonergan
  - L'insult (L'insulte), de Ziad Doueiri
  - Neljubov, de Andrej Zvjagincev
- 2019
  - Roma, d'Alfonso Cuarón
  - Bohemian Rhapsody, de Bryan Singer
  - Cold War (Zimna wojna), de Paweł Pawlikowski
  - Phantom Thread, de Paul Thomas Anderson
  - Three Billboards Outside Ebbing, Missouri, de Martin McDonagh

### Anys 2020
- 2020
  - Paràsits (기생충, 寄生蟲, Gisaengchung), de Bong Joon-ho
  - Once Upon a Time in Hollywood, de Quentin Tarantino
  - Green Book, de Peter Farrelly
  - Joker, de Todd Phillips
  - J'accuse, de Roman Polański